# Дивергентное мышление
Диверге́нтное мышление (от лат. divergere — расходиться) — метод творческого мышления, применяемый обычно для решения проблем и задач. Заключается в поиске множества решений одной и той же проблемы.
Исследованиями дивергентного мышления занимались Э. П. Торренс, Д. Гилфорд, К. Тейлор, Г. Груббер, И. Хайн, А. Б. Шнедер, Д. Роджерс.
Впервые понятие „дивергентное мышление“ в психологию ввёл учёный Д. Гилфорд, описавший дивергенцию как "мышление, идущее в разных направлениях". Также Гилфорд пришёл к выводу, что данная форма мозговой деятельности человека допускает варьирование основных путей решения какой-либо проблемы, приводя в итоге к неожиданным результатам и выводам.
Дополняется конвергентным мышлением.
Конвергентное мышление (от лат. convergere — сходиться) основано на стратегии точного использования предварительно усвоенных алгоритмов решения определённой задачи, то есть когда дана инструкция по последовательности и содержанию элементарных операций по решению этой задачи.
Существуют специальные тесты дивергентных способностей, например, тест, представленный в книге авторов Дж. В. Гетцельс и Ф. В. Джексон: испытуемому нужно найти как можно больше способов применения таких предметов, как кирпич, кусок картона, ведро, веревка, картонный ящик, полотенце.
Д. Гилфорд совместно со своими коллегами также разработал тесты для выявления дивергентной продуктивности человека. Среди этих тестов был тест на лёгкость словоупотребления и тест на составление изображения, в котором тестируемому предлагалось нарисовать определённый объект с помощью ограниченного набора геометрических фигур.

## Характеристика дивергентного мышления
Дивергентное мышление имеет четыре основные характеристики:
- Беглость — способность быстро формулировать несколько идей и решений;
- Гибкость — способность одновременно обдумывать различные способы решения проблемы;
- Нестандартность — способность формулировать идеи, которые не приходят в голову другим;
- Проработка — способность не только обдумывать детали идеи, но и находить её воплощение.[2]

## Методы дивергентного мышления
- Метод мозгового штурма;
- Составление карты памяти;
- Метод фокальных объектов[3];
- Ромашка Блума[4];
- Метод свободных ассоциаций, в котором выстраивается цепь ассоциаций между, на первый взгляд, несвязанными идеями. Чем более развит механизм свободных ассоциаций, тем более креативным, в каком-то смысле, является индивид[5].